# Grammorhoe shirahatai
Grammorhoe shirahatai là một loài bướm đêm trong họ Geometridae.